# Toren van Filips de Schone

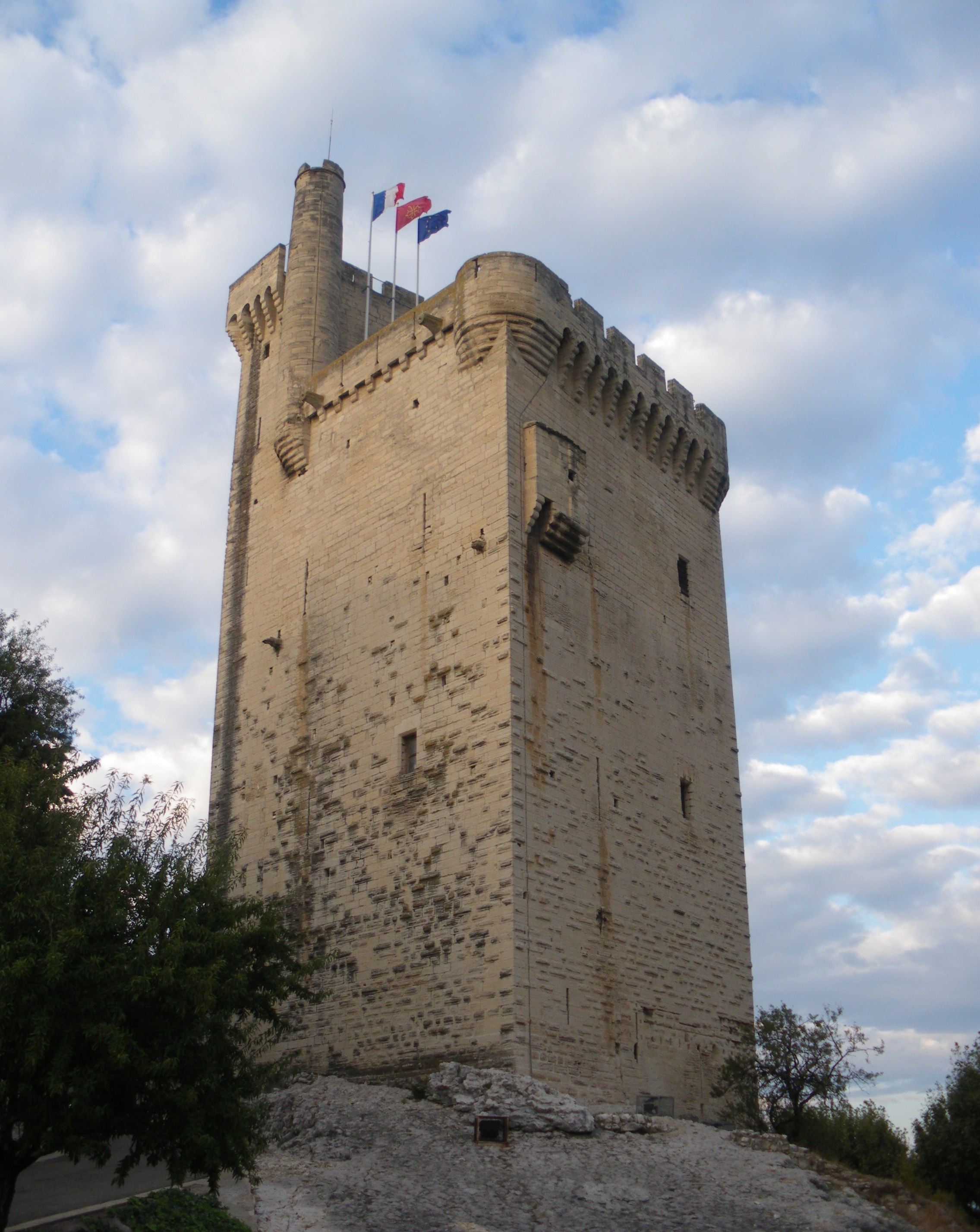
Toren van Filips de Schone

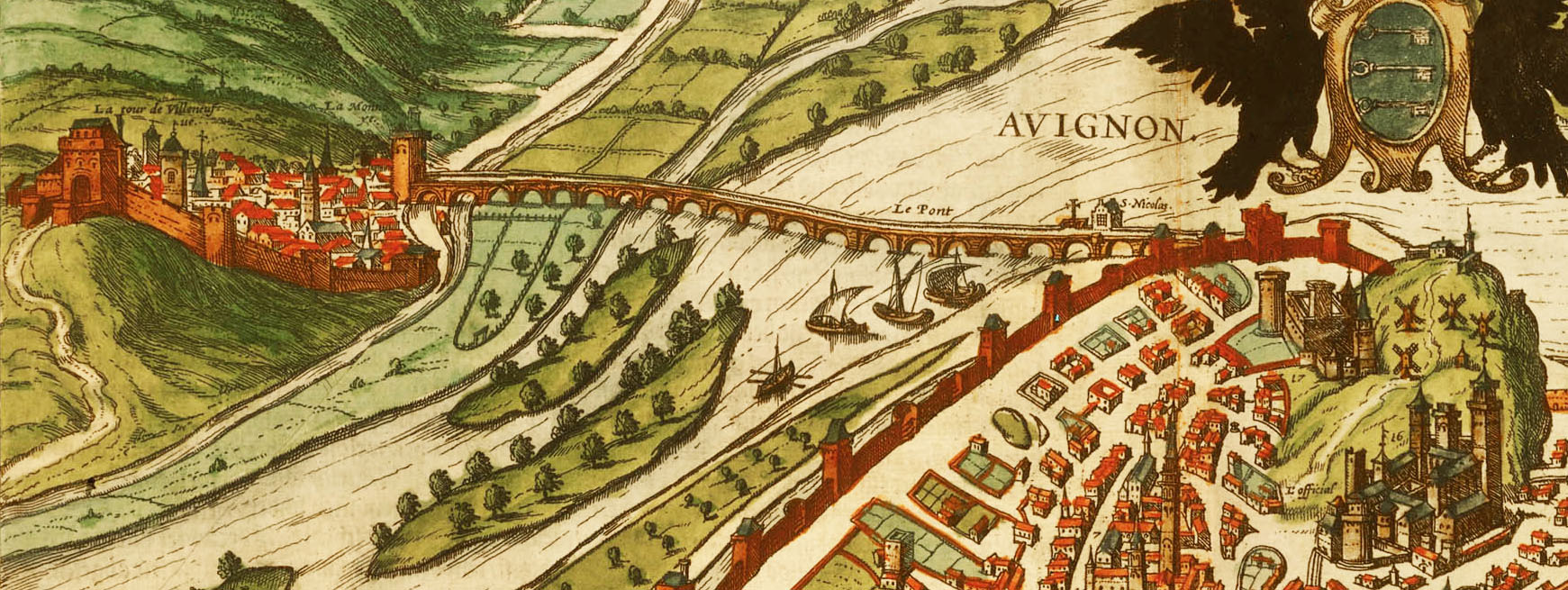
Pont Saint-Bénézet over de Rhône. Links op de prent, de Toren van Filips de Schone, in Franse handen. Rechts, Avignon in pauselijke handen.

De Toren van Filips de Schone (begin 14e eeuw) bevindt zich in Villeneuve-lès-Avignon, in het Franse departement Gard. De toren is genoemd naar Filips IV, koning van Frankrijk, bijgenaamd Filips de Schone.
De toren staat op de rechteroever van de Rhône. De toren maakte vroeger deel uit van een Frans fort. Aan de overzijde, op de linkeroever, ligt de stad Avignon.  

## Historiek
Destijds was Avignon een pauselijke stadstaat en Villeneuve-lès-Avignon was gebied van de koning van Frankrijk. De rivier de Rhône was de grens. Tussen Villeneuve-lès-Avignon en Avignon stond de brug Pont Saint-Bénézet. Het was een belangrijke brug in de middeleeuwen omdat het de enige verbinding was tussen de twee oevers van de Rhône bezuiden Lyon. De handel in de streek moest passeren over de Pont Saint-Bénézet.
Filips de Schone, koning van Frankrijk, bouwde de toren. Hij was er namelijk in geslaagd om de wereldlijke rechten over de rechteroever over te nemen van de abt van Saint-André de Villeneuve. Deze overdracht werd vastgelegd in het verdrag van 11 juli 1292. Kort nadien startte Filips de Schone met de bouw van de toren. In het begin ging het om een kleine toren met houten palissade.
Tijdens het Westers schisma won de stad Avignon in aanzien, doch dit was ook het geval voor Villeneuve-lès-Avignon, dat in Franse handen was. Zo waren er meer residenties van kardinalen in Villeneuve dan in Avignon. De Fransen bouwden de toren en het fort grondig uit in de loop van de 14e tot 16e eeuw. De vesting had een controlefunctie op de pauselijk stad aan de overkant van de Rhône. 
In de 17e eeuw had de Toren van Filips de Schone haar militaire en commerciële functie verloren. 
Na de Franse Revolutie verviel het fort in puin. Alleen de toren genoemd naar Filips de Schone bleef bewaard. Deze werd erkend als monument historique van Frankrijk in 1862.